# Super-roi de galaxii
Super-roiurile de galaxii sunt un număr mare de grupuri si roiuri de galaxii și sunt printre structurile cele mai mari din cosmos.

## Existența
Existența super-roiurilor de galaxii indică faptul că galaxiile în universul nostru nu sunt uniform distribuite, cele mai multe dintre ele sunt reunite în grupuri si roiuri de galaxii, cu grupuri care conțin până la 50 de galaxii și roiuri de până la câteva mii de galaxii. Aceste grupuri și roiuri și galaxii suplimentare izolate formează structuri și mai mari numite super-roiuri de galaxii.

## Lista de super-roiuri de galaxii

### Super-roiuri de galaxii apropiate
| Super-roiuri de galaxii                | Date                                                                            | Observații |
| -------------------------------------- | ------------------------------------------------------------------------------- | --- |
| Super-roiul de galaxii local           | - z=0.000 (0 ani-lumină distanță) - Lungimea = 33 Mpc (110 milioane ani-lumină) | Conține Grupul Local cu galaxia noastră, Calea Lactee. De asemenea mai conține și roiul de galaxii Feciora aproape de centru său, și este uneori denumită roiul de galaxii Feciora. |
| Super-roiul de galaxii Hydra-Centaurul |                                                                                 | Aceasta este compusă din doi lobi, uneori menționată ca supergalaxie, alteori supergalaxia întreagă este menționată prin aceste două nume - Super-roiul de galaxii Hydra - Super-roiul de galaxii Centaurul |
| Super-roiul de galaxii Perseu-Peștii   |                                                                                 | |
| Super-roiul de galaxii Păunul-Indianul |                                                                                 | |
| Super-roiul de galaxii Părul           |                                                                                 | Formează cea mai mare parte a CfA Homunculus, centrul CfA2 Great Wall filament de galaxie |
| Super-roiul de galaxii Sculptorul      |                                                                                 | SCl 9 |
| Super-roiul de galaxii Hercule         |                                                                                 | SCl 160 |
| Super-roiul de galaxii Leul            |                                                                                 | SCl 93 |
| Super-roiul de galaxii Ophiuchus       | - 17h10m -22° - cz=8500-9000 km/s (centru) - 18 Mpc x 26 Mpc                    | Formând peretele îndepărtat al Vidului Ophiuchus, s-ar putea să fie conectat într-un filament, cu Super-roiul de galaxii Păunul-Indianul, Super-roiul de galaxii Telescopul și Super-roiul de galaxii Hercule. Această supergalaxie este centrată față de roiul de galaxii Ophiuchus, și mai are cel puțin două roiuri de galaxii, patru grupuri de galaxii, mai multe galaxii, ca membri. |
| Super-roiul de galaxii Shapley         |                                                                                 | A doua supergalaxie găsită, după super-roiul de galaxii local. |